# Ketten (Geisa)
Ketten is een dorp in de Duitse gemeente Geisa in het Wartburgkreis in Thüringen. 
Het ligt binnen het Biosfeerreservaat Rhön.

## Geschiedenis
Het dorp wordt voor het eerst genoemd in 1062.
In de middeleeuwen behoorde het tot het domein van de Abdij van Fulda, vanaf de 16e eeuw tot het bezit van de Heren van Tann.
Na de Tweede Wereldoorlog lag het dorp in het grensgebied van Oost-Duitsland en was daardoor moeilijk te bereiken.
In  1957 fuseerde Ketten met het naastgelegen Apfelbach. Deze fusiegemeente ging in 1994 op in de gemeente Rockenstuhl. In 2008 werd Rockenstuhl opgeheven en werden de dorpen van die gemeente toegevoegd aan Geisa.